# Муртузалиев, Чарак Султанович
Чарак Султанович Муртузалиев (4 мая 2000, Избербаш, Дагестан, Россия) — российский тайбоксер. Чемпион мира и России. Заслуженный мастер спорта России.

## Биография
Родился в городе Избербаш. Родом из села Балтамахи Сергокалинского района, предки которого переселились в данное село из села Урахи Сергокалинского района.

## Карьера
Тайским боксом занимается с 8 лет в Избербаше, оказавшись в секции своего тренера Ахмеда Алиханова. Поначалу юный спортсмен даже не знал название вида спорта, но вскоре начал побеждать всех соперников и вскоре стал чемпионом города. В Дагестане юный Чарак на протяжении восьми лет оставался непобедимым и несколько раз становился чемпионом республики, пока не вышел на всероссийский уровень.  
В 2016 году впервые попал в состав юношеской сборной России и с тех пор успешно выступает по младшим возрастам и среди взрослых. В 2017 году в Казани стал чемпионом России. В 2017 году стал серебряным призёром чемпионата Европы в Париже. В 2018 году завоевал бронзовую медаль чемпионата мира в Мексике. Постепенно с опытом международных соревнований Чарак повышал уровень своего мастерства и в 2019 году в Таиланде стал чемпионом мира. Муртузалиев не выступал на профессиональном ринге. В 2020 году ему было присвоено звание Заслуженный мастер спорта России.

## Достижения
- Чемпионат России по тайскому боксу 2017 — ;
- Чемпионат Европы по тайскому боксу 2017 — ;
- Чемпионат России по тайскому боксу 2018 — ;
- Чемпионат мира по тайскому боксу 2018 — ;
- Чемпионат России по тайскому боксу 2019 — ;
- Чемпионат мира по тайскому боксу 2019 — ;
- Чемпионат России по тайскому боксу 2022 — ;

## Личная жизнь
В родном городе Избербаш получил среднее специальное образование. Холост. В свободное от спорта время любит готовить. Любимое блюдо — стейк рибай. 